# Team X

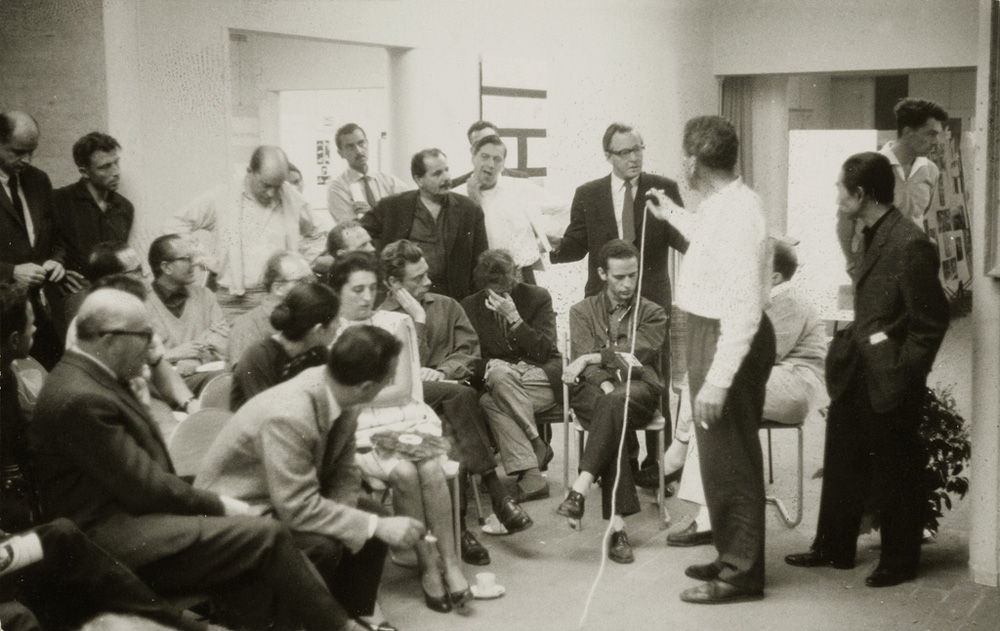
Otterlo, 1959.

Team X, Team 10 ou encore Team Ten (généralement prononcé en anglais /ti:m ten/ qui signifie « l'équipe dix ») est un groupe d'architectes issus du mouvement moderne ayant contribué à repenser l'architecture et l'urbanisme en rupture avec les conceptions rationalistes de leurs prédécesseurs, dans les années 1960 et 1970.

## Constitution
En juillet 1953, au IXe congrès des Congrès internationaux d'architecture moderne à Aix-en-Provence, de jeunes architectes commencent à percevoir la limite des principes définis par la Charte d'Athènes et des dérives qu'ils peuvent engendrer dans leur application. Quatre d'entre eux se chargent d'organiser le congrès suivant, (Xe congrès, d'où le nom Team X) : ce sont Jaap Bakema, George Candilis, Rolf Gutmann et Peter Smithson, rapidement rejoints par d'autres architectes : Aldo van Eyck, Bill and Gill Howell, Alison Smithson, John Voelcker et Shadrach Woods.  Ils se rencontrent pour préparer le CIAM X à Doorn aux Pays-Bas où ils mettent au point un « Manifeste de Doorn ». Au cours de ce dixième Congrès international d'architecture moderne qui se déroule à Dubrovnik en 1956, l'équipe de préparation entérine son divorce d'avec les tenants des conceptions traditionnelles héritées de Le Corbusier. Une dernière réunion a lieu à Otterlo qui met fin définitivement aux CIAM.
La première réunion officiellement sous le nom de Team X eut lieu à Bagnols-sur-Cèze en 1960, la dernière, se déroula en juin 1977 à Bonnieux dans la maison de vacances de Georges Candilis. La réunion prévue en 1981 à Lisbonne fut annulée à la suite du décès de Jaap Bakema. Les participants constituèrent un groupe qui se définirent comme « une petite famille d'architectes qui recherchaient chacun des autres futurs membres, parce que chacun trouvait l'aide des autres indispensable au développement et à la compréhension de son propre travail. »
Parmi les nombreux architectes qui ont participé aux rencontres, on peut isoler un groupe qui a contribué pour l'essentiel à la réflexion et à l'émergence des nouvelles conceptions : 
- Jaap Bakema, néerlandais
- Georges Candilis, grec travaillant en France
- Giancarlo De Carlo, italien
- Aldo van Eyck, néerlandais
- Alison et Peter Smithson, anglais
- Shadrach Woods, né aux États-Unis et travaillant en France

On peut ajouter un certain nombre d'architectes qui ont gravité autour du groupe : José Coderch, Ralph Erskine, Daniel van Ginkel et Blanche Lemco-van Ginkel, Amancio Guedes, Rolf Gutmann, Oskar Hansen, Herman Hertzberger, Alexis Josic, Guillermo Jullian de la Fuente, Reima Pietilä, Charles Polonyi, Brian Richards, Manfred Schiedhelm, André Schimmerling, Jerzy Soltan, Oswald Mathias Ungers, John Voelcker, Stefan Wewerka, Kenzo Tange.
Les idées du Team X se sont exprimées aussi dans un certain nombre de revues d'architecture bien souvent dirigées par ces mêmes architectes : Le Carré Bleu en Finlande puis en France, Forum aux Pays-Bas, Architectural Design au Royaume-Uni.

## Concepts et Influence
Le Team X n'a pas développé de théorie à proprement parler. Il s'agit plus d'une volonté de critique des conceptions rationalistes et technicistes du mouvement moderne. Le groupe de réflexion a voulu en réalité penser le passage d’une société industrielle, organisée autour du travail à une société caractérisée par la consommation et la fragmentation sociale. Ils ont contribué à développer de nouveaux concepts architecturaux et parmi eux, on peut signaler les notions de : 
- Cluster : développé en premier par les Smithsons, il s'agit d'une recherche sur les formes d'association des logements. Terme que l'on peut traduire par "grappe", il inclut une réflexion du bâti au niveau de l'unité de voisinage, pensé comme un système communautaire vivant aux échelles différenciées plutôt que comme un agrégat de "machines à habiter".
- le Stem : idée d'une rue intérieure, sur le modèle des unités d'habitations de Le Corbusier, suspendues au-dessus d'immeubles collectifs  continus, indépendants de la circulation automobile.
- le Web : notion développée par Candilis et Woods, c'est la conception d'une construction alliant une infrastructure à trois dimensions régulière que l'on remplit à la demande. C'est la volonté de concilier construction collective et installation libre voire déstructurée des habitations particulières.

Le Team X réévalua l'architecture en général, avec particulièrement une approche sociale, et à la lumière des destructions dues à la guerre et de l'effort de reconstruction des villes européennes. Les membres du Team X, d'autres architectes et des professionnels d'autres disciplines du monde entier partagèrent une vision de l'architecture et de la ville qu'ils exposèrent à travers le dessin, les publications et l'enseignement. Le discours de l'architecture Moderne se déplaça, et certains parlèrent de l'émergence d'un nouveau paradigme.
Un des aspects critiques de ce déplacement fut la prise de conscience que l'architecture et l'urbanisme sont viscéralement liés : le tout premier client de l'architecture, même dans l'exécution d'un projet individuel, est la société dans son ensemble.

## Projets emblématiques
Aucune construction architecturale n'a été réalisée au nom du Team X, qui n'avait pas pour but la mise en pratique mais se voulait un simple lieu de réflexion. Cependant, on peut signaler un certain nombre de réalisations emblématiques considérées comme des aboutissements de ces réflexions.
- L'Orphelinat municipal d’Amsterdam (1955–1960) (devenu depuis une école d'architecture) par Aldo van Eyck
- La Cité artisanale de Sèvres (1962) par Candilis
- La ZUP du Mirail, à Toulouse par Candilis, Woods et Josic
- L'Université libre de Berlin par l'équipe Candilis-Josic-Woods
- Le Robin Hood Gardens à Londres (1968-1972) par Alison et Peter Smithson
- La Cité universitaire Cappucini à Urbino (1962-66 puis 1973-83)  par Giancarlo De Carlo
- Le centre commercial linéaire de Rotterdam par Jaap Bakema

## Enseignement
Tous ou presque tous les membres du Team X se sont impliqués dans l'enseignement de l'architecture :
- Alison et Peter Smithson à l'école AA de Londres
- Aldo van Eyck à l'Université technologique de Delft ;
- Georges Candilis à l'École des Beaux-Arts.
- Shadrach Woods à l'Université Harvard et l'Université Yale
- Giancarlo De Carlo à l'IUAV (Institut universitaire d'architecture de Venise) et avec la constitution de l'ILAUD (International Laboratory of Architecture and Urban Design).

### Source
- (en) Cet article est partiellement ou en totalité issu de l’article de Wikipédia en anglais intitulé « Team 10 » (voir la liste des auteurs).